# Église de la Trinité de Scotland Neck
L'église de la Trinité est une église anglicane située à Scotland Neck, dans l'État de Caroline du Nord, aux États-Unis.

## Historique
La congrégation, fondée en février 1833, par un certain nombre d'éminents citoyens, dont le sénateur d'État Simmons Jones Baker,  s'est dotée d'une église en brique de style néo-gothique construite en 1855. Sa conception est attribuée au célèbre architecte new-yorkais Frank Wills.
L'église de la Trinité a été inscrite au Registre national des lieux historiques, en 1980.

## Architecture
L'église de la Trinité possède un toit à pignon, une tour centrale avant et des fenêtres à lancette. L'édifice religieux a été reconstruite après un incendie en 1885.